# Malaguti
La Malaguti è stata una casa motociclistica italiana presente sul mercato dal 1930 e che, sin dalla fondazione, mantenne il carattere di un'azienda a conduzione familiare. Ancora nel 2010 era gestita dai nipoti del fondatore. Aveva sede a La Campana (frazione di San Lazzaro di Savena), con due ulteriori stabilimenti nel comune di Castel San Pietro Terme, entrambe località della provincia di Bologna. Il 31 ottobre 2011 l'azienda ha definitivamente terminato l'attività di costruttore motociclistico, dopo aver sospeso la produzione in aprile.

## Storia

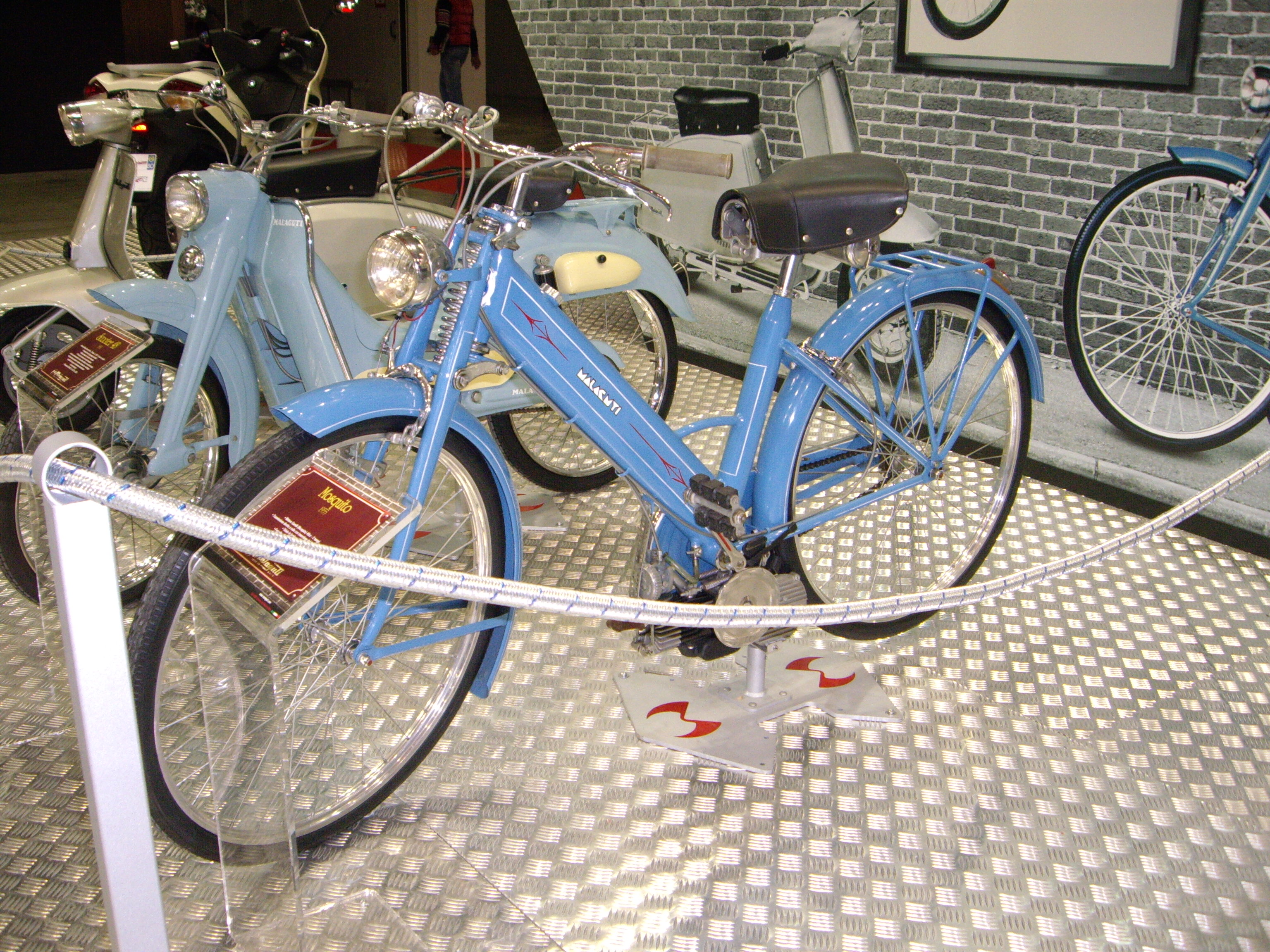
Un "38 Mosquito" del 1955.

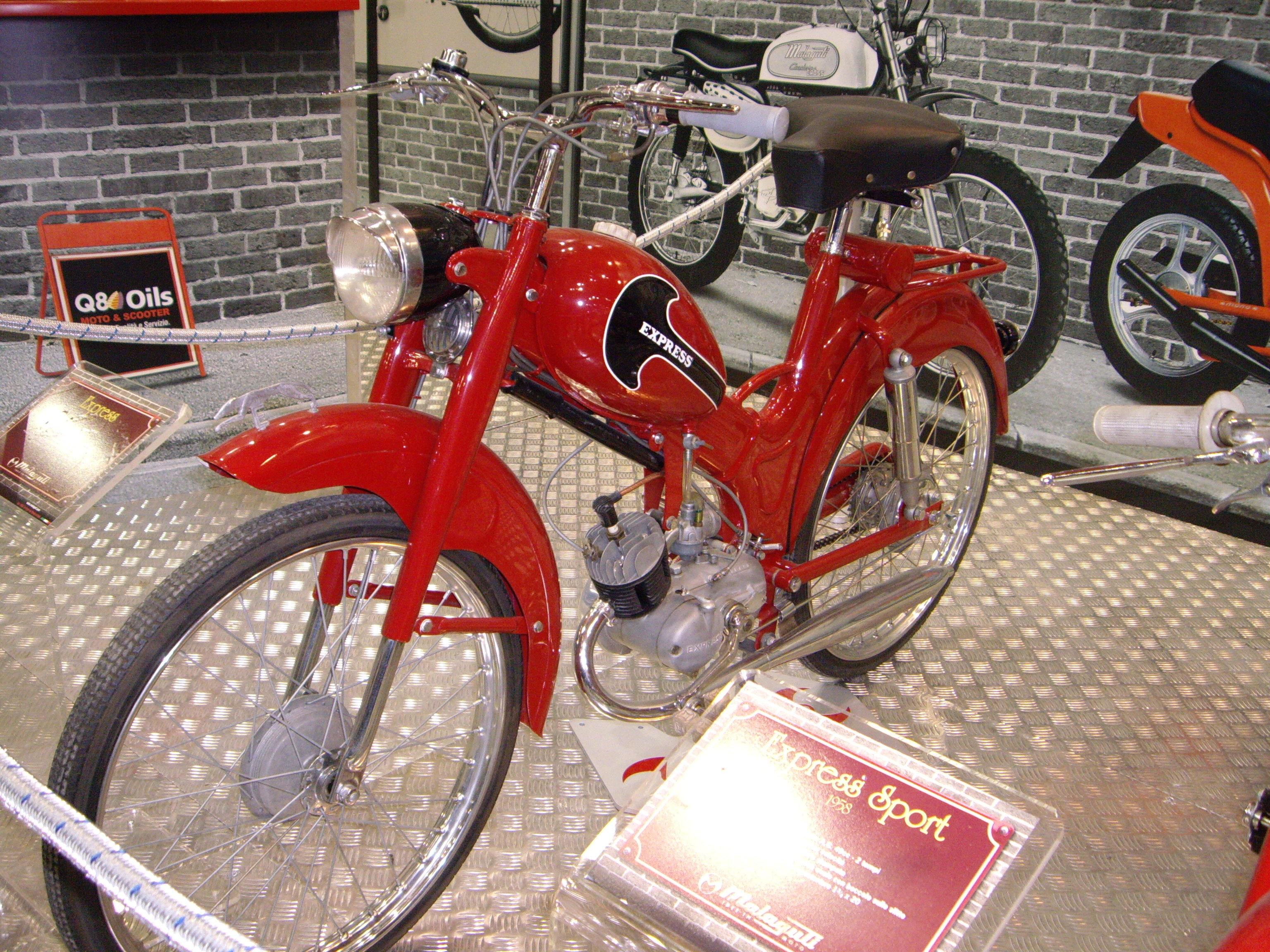
Un "50 Express" del 1958.

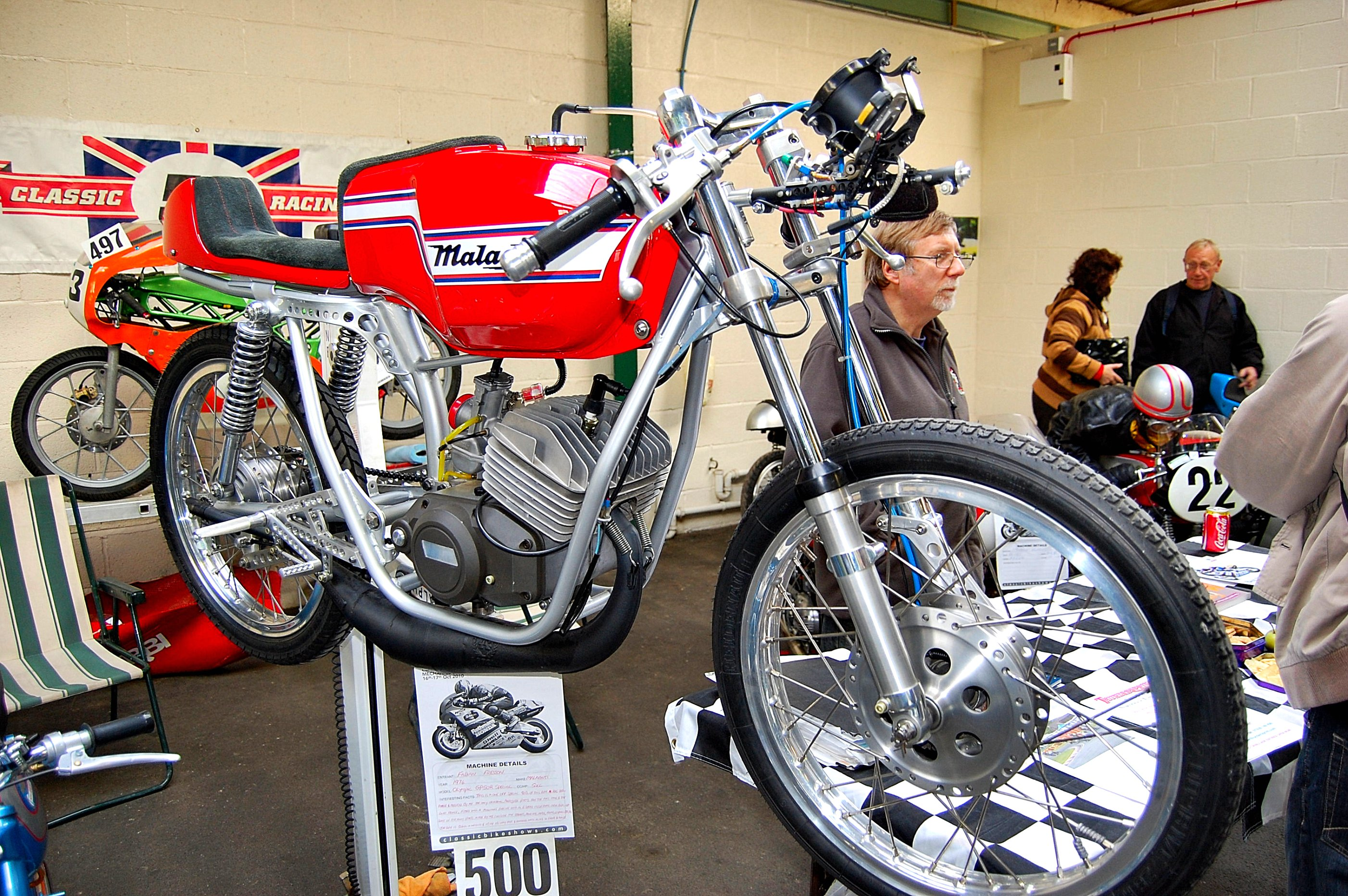
Una versione elaborata per le gare del "50 Gransport/Olympique" del 1974.

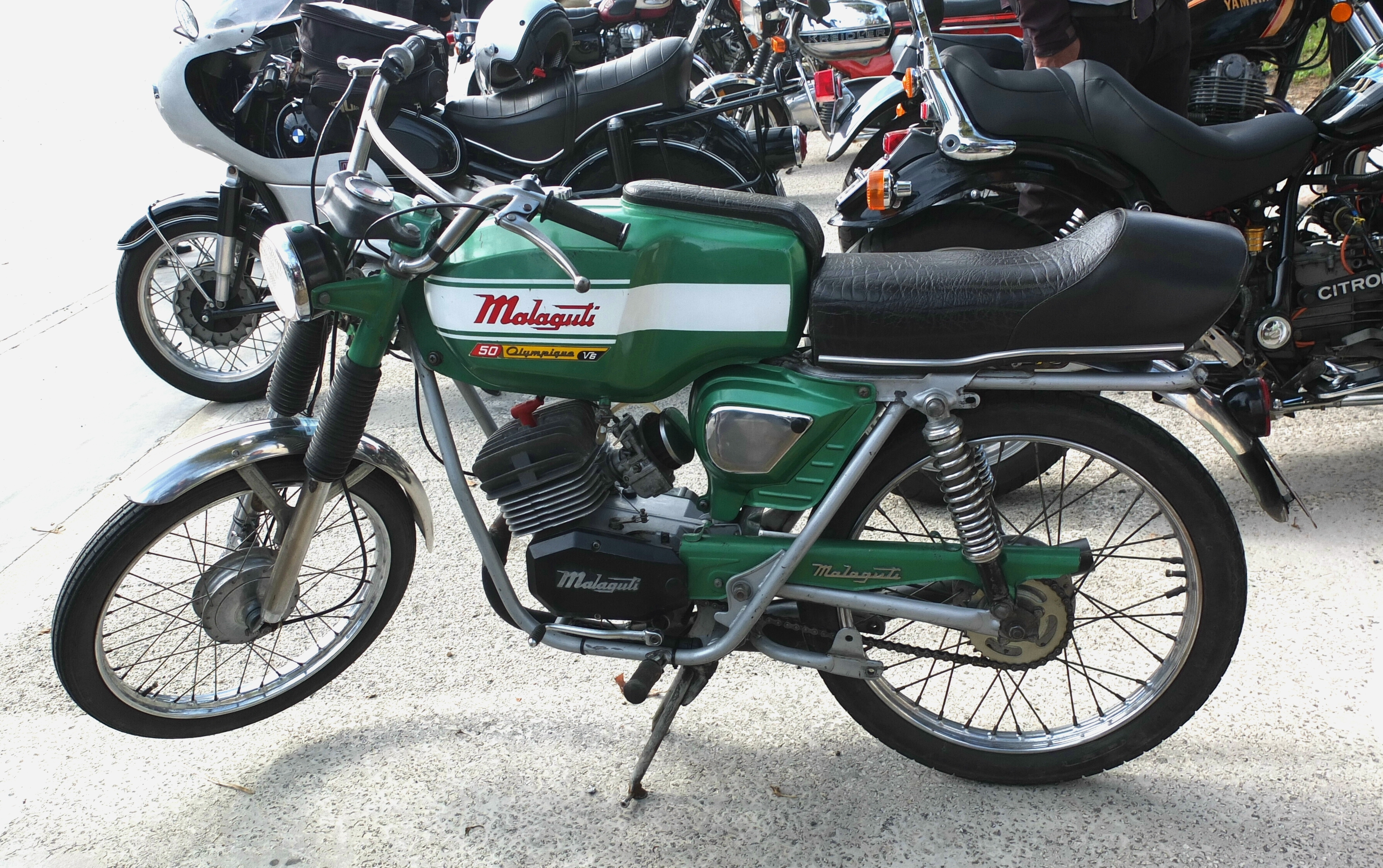
Un "50 Olympique" del 1976.

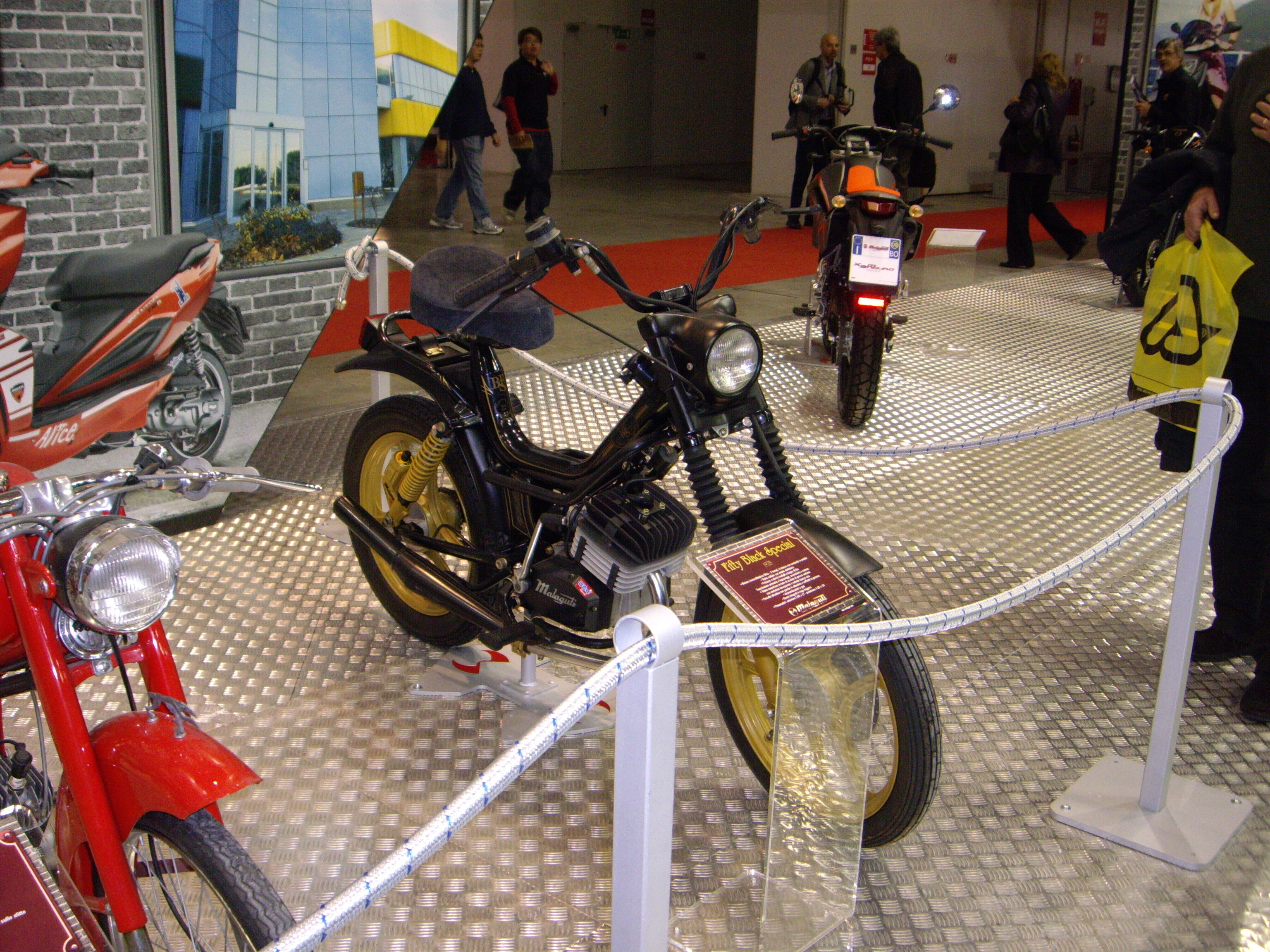
Un "Fifty Black Special" del 1978.

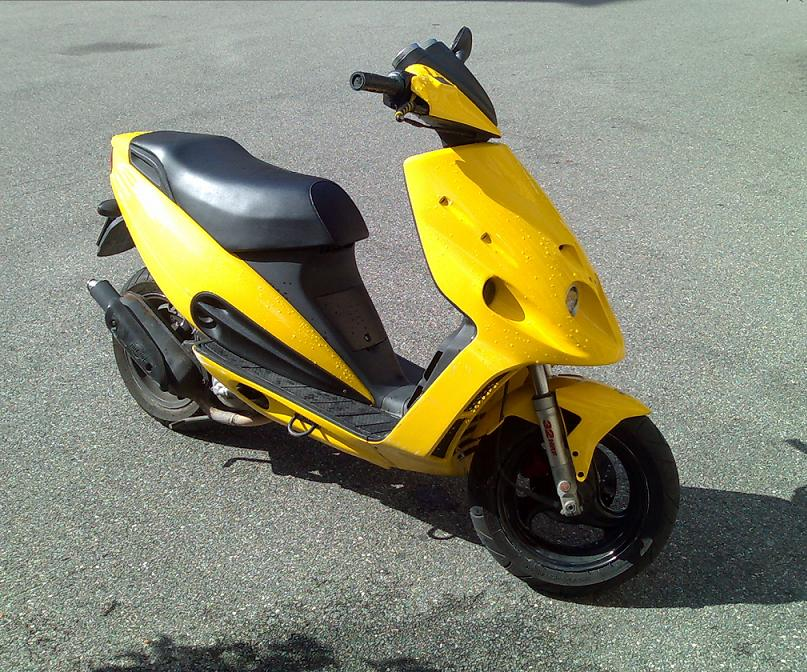
Un "Phantom F12".

### Dalle bici ai Mosquito
Nata nel 1930 a Bologna come rivendita e officina riparazioni per biciclette grazie ad Antonino Malaguti, un ventiduenne che a metà degli anni venti era stato una giovane promessa del ciclismo, la Malaguti divenne ben presto costruttrice di velocipedi con una produzione apprezzata, anche se limitata all'ambito felsineo.
Scampata ai bombardamenti della seconda guerra mondiale, l'azienda riprese immediatamente la produzione e, data l'enorme richiesta di mezzi di locomozione del dopoguerra, nel 1949 iniziò a costruire un economico bicimotore con telaio a trave centrale di chiara derivazione ciclistica, dotato di trazione a rullo con motore Mosquito. In una lenta e costante evoluzione, lo stesso telaio venne dotato di sospensioni anteriori e posteriori, freni a tamburo, capiente serbatoio e motore a due tempi 49 cm³ della tedesca Espress Werke, completando la metamorfosi con i ciclomotori "Express" ed "Express Sport", messi in vendita nel 1957.
Fino alla prima metà degli anni sessanta la produzione Malaguti era diretta esclusivamente a ciclomotori economici destinati al trasporto di cose e persone, ma il boom economico e la motorizzazione di massa imposero la costruzione di ciclomotori per uso ludico, da parte dei quattordicenni.
Nel 1963, dopo aver concluso un contratto di fornitura con la Motori Franco Morini, viene presentato il ciclomotore sportivo 50 Gransport che ottiene un buon successo di vendite, particolarmente sul mercato francese dove è proposto con la denominazione 50 Olympique. Nella seconda metà degli anni sessanta alla rinnovata versione del 50 Gransport, dotata di vistoso doppio tubo di scarico bilaterale, viene affiancato il modello 50 Roncobilaccio, uno dei primi ciclomotori italiani da fuoristrada.
Nei decenni successivi videro la luce altri modelli dal buon successo commerciale come il Fifty del 1974, uno dei tuboni di maggior successo; nel 1985 venne presentato il Malaguti Runner 125 una motocicletta enduro.

### Gli scooter con Phantom
Negli anni successivi la produzione venne spostata verso il settore degli scooter; nel 1994 venne presentato quello di maggior successo, il Phantom, la cui vendita continuò per tredici anni, concludendosi a fine 2007 sostituito dalla nuova versione "R". Per molti anni ha avuto uno stretto rapporto di collaborazione con l'azienda motoristica Tedesca Sachs e ha stretto rapporti di collaborazione anche con la Yamaha per la fornitura dei motori destinati agli scooter di maggior cilindrata.
Nei primi anni duemila investe massicciamente nel settore degli scooter medio-grandi portando in produzione numerosi modelli dai compatti Ciak e Centro fino ai più grandi Madison, Blog, Password e SpiderMax con motore 500.
I propulsori sono forniti da Yamaha, Piaggio, Minarelli e Keeway Motors.
La sinergia presente ormai da molti anni tra Ducati e Malaguti, in cui da tempo lavorano anche il figlio Learco (nome imposto in onore di un grande amico di Antonino, Learco Guerra,) e i nipoti Marco e Antonino (stesso nome del nonno), è testimoniata dal fatto che questa azienda spesso produca modelli e repliche griffate Ducati Corse.
Tra gli ultimi modelli in produzione si registra il ritorno alla produzione di motociclette stradali di concezione classica come il Drakon.

### La chiusura
L'azienda, da tempo in difficoltà, ha annunciato il 10 ottobre 2011 la chiusura dell'attività produttiva entro novembre dello stesso anno, dopo avere cercato senza successo un partner che potesse supportare la crescita a livello internazionale.
In effetti l'azienda di Bologna - dopo aver rescisso i contratti coi fornitori - termina gli assemblaggi dei pezzi residui idonei a esprimere esemplari completi, e, in una sequenza programmata, chiude definitivamente l'attività nel mese di febbraio 2012; il precedente 19 dicembre 2011 era stata abbattuta anche la storica insegna posta sul capannone dell'azienda, per non dover pagare la tassa sulla pubblicità.
Lo stabilimento n°3 (confinante con l'area di servizio autostradale Sillaro) verrà successivamente acquistato dalla Robopac, azienda attiva nel settore degli imballaggi; resta inutilizzato il n°2.

## Riutilizzo del marchio
L'attività di una sparuta parte dei dipendenti, una volta smantellato lo stabilimento di Castel San Pietro Terme, si era inizialmente concentrata sul settore ricambi ancora per qualche tempo, al fine di onorare le obbligazioni contratte in tal senso (fornitura pezzi fino a esaurimento e assistenza garanzia e post vendita). In seguito Malaguti ha cominciato a occuparsi di assistenza e ricambi per tutte le marche di scooter e moto, inoltre aveva avviato la commercializzazione di biciclette elettriche e kit di trasformazione "e-bike".
Nel 2017 si tenta di ridare vita al marchio, da parte di esterni, non trovando riscontri della famiglia Malaguti detentrice dei diritti sul marchio.
Nel 2018 la famiglia Malaguti  cessa definitivamente l'attività di assistenza e vendita di ricambi e ha concesso la licenza di utilizzo del marchio all'austriaco KSR Group, proprietario anche del marchio Lambretta, il quale ha annunciato all'EICMA una nuova gamma di veicoli destinati alla produzione con motore di origine Piaggio.
Nel 2019 vengono lanciati sul mercato europeo i primi modelli della gestione KSR frutto di una operazione di rebadge: Madison, Monte Pro, RST, XSM e Dune. Tali modelli non sono altro che ex produzioni del gruppo Piaggio assemblate in Cina dalla Zongshen (con la quale la stessa Piaggio ha una joint venture per il mercato locale).
Il Madison che non è altro che il vecchio Gilera Nexus/Aprilia SR Max 300 che Piaggio produce ancora per il mercato cinese, differisce dall’originale Nexus/SR Max solo per il logo frontale e per la strumentazione completamente digitale nonché per il motore 300 omologato Euro 4. Sia il motore che l’intero scooter sono prodotti in Cina dalla Zongshen. 
La Malaguti Monte Pro 125 è la vecchia Derbi Mulhacén 125 Cafè, la RST è la vecchia Derbi GPR, la Malaguti XSM corrisponde alla Derbi Senda DRD, la Malaguti Dune è la vecchia Derbi Terra Adventure. A fine 2021 viene lanciato lo scooter Malaguti Mission che è un rebadge del cinese Jincheng Grasshopper. 
Nel 2022 arrivano  i primi modelli originali progettati in Austria da KSR e disegnati da Kiska: la Drakon 125 e il Madison 125 e 150, sempre prodotti in Cina da Zongshen.

## Competizioni
Dal 2003 l'azienda ha anche preso parte alle gare del motomondiale nella classe 125 (Malaguti reparto corse) con vari piloti tra i quali Gábor Talmácsi e Tomoyoshi Koyama, mentre il team è gestito dalla Engines Engineering, così come la motocicletta, ma senza riportare risultati di rilievo e ritirandosi al termine del Motomondiale 2006. Il miglior piazzamento in gara è stato il sesto posto di Tomoyoshi Koyama al Gran Premio del Portogallo 2006. Parallelamente al mondiale, e con la stessa motocicletta, Malaguti prese parte alla stagione 2003 del campionato italiano con i due piloti Fabrizio Lai e Alessio Aldovrandi che chiusero rispettivamente primo e terzo in classifica, portando alla casa emiliana anche il titolo costruttori. Nel 2004 il pilota ungherese Gergő Talmácsi partecipò, come wild card senza punti, al Gran Premio di Imola nella Classe 125 del CIV tagliando il traguardo al primo posto.
I punti e il risultato finale si riferiscono alla classifica costruttori.
| Anno | Moto         | Gomme | Piloti             |    |    |     |     |     |    |    |     |    |    |     |    |    |    |    |    |  | Punti | Pos. |
| ---- | ------------ | ----- | ------------------ | -- | -- | --- | --- | --- | -- | -- | --- | -- | -- | --- | -- | -- | -- | -- | -- |  | ----- | ---- |
| 2003 | Malaguti 125 | D     | Fabrizio Lai       | 16 | 18 | 23  | Rit | Rit | 19 | 14 | Rit | 15 | 18 | 12  | 24 | 18 | 17 | 13 | 18 |  | 11    | 6º   |
| 2003 | Malaguti 125 | D     | Julián Simón       | 19 | 27 | Rit | 20  | Rit | 24 | 17 | 18  | 20 | 22 | Rit | 25 | 24 | 25 | 12 | 19 |  | 11    | 6º   |
| 2003 | Malaguti 125 | D     | Alessio Aldrovandi |    |    |     |     | 26  |    |    |     |    |    |     |    |    |    |    |    |  | 11    | 6º   |

| Anno | Moto         | Gomme | Piloti         |     |     |    |     |     |     |    |    |     |     |    |    |     |     |     |     |  | Punti | Pos. |
| ---- | ------------ | ----- | -------------- | --- | --- | -- | --- | --- | --- | -- | -- | --- | --- | -- | -- | --- | --- | --- | --- |  | ----- | ---- |
| 2004 | Malaguti 125 | D     | Manuel Manna   | 26  | 24  | 23 | Rit | Rit | Rit | 23 | 26 | Rit | Rit | 22 | 22 | 23  | Rit | Rit | Rit |  | 43    | 6º   |
| 2004 | Malaguti 125 | D     | Gábor Talmácsi | Rit | Rit | 16 | 13  | 17  | 17  | 19 | 16 | 13  | Rit | 7  | 8  | Rit | 8   | 11  | 9   |  | 43    | 6º   |

| Anno | Moto         | Gomme | Piloti         |     |    |    |     |    |     |     |    |     |     |     |     |     |     |     |    |     | Punti | Pos. |
| ---- | ------------ | ----- | -------------- | --- | -- | -- | --- | -- | --- | --- | -- | --- | --- | --- | --- | --- | --- | --- | -- | --- | ----- | ---- |
| 2005 | Malaguti 125 | D     | Michele Pirro  | Rit | 19 | 13 | Rit | 19 | Rit | Rit | NE | Rit | Rit | Rit | Rit | Rit | Rit | Rit | 23 |     | 3     | 6º   |
| 2005 | Malaguti 125 | D     | Sascha Hommel  | 24  | NP | NP |     |    |     |     | NE |     | Rit | 23  | Rit | 30  |     |     |    |     | 3     | 6º   |
| 2005 | Malaguti 125 | D     | Gioele Pellino |     |    |    | 17  | 20 | 28  | 21  | NE | 18  |     |     |     |     | 23  | 24  |    | 22  | 3     | 6º   |
| 2005 | Malaguti 125 | D     | Jules Cluzel   |     |    |    |     |    |     |     | NE |     |     |     |     |     |     |     | 22 | Rit | 3     | 6º   |

| Anno | Moto         | Gomme | Piloti           |    |    |    |     |    |     |     |     |    |    |    |    |     |    |     |    |    | Punti | Pos. |
| ---- | ------------ | ----- | ---------------- | -- | -- | -- | --- | -- | --- | --- | --- | -- | -- | -- | -- | --- | -- | --- | -- | -- | ----- | ---- |
| 2006 | Malaguti 125 | D     | Tomoyoshi Koyama | 12 | 15 | 9  | 9   | 13 | 15  |     |     |    | 15 | NE | 16 | Rit | 12 | 7   | 6  | 14 | 49    | 6º   |
| 2006 | Malaguti 125 | D     | Alexis Masbou    | NP | NP | 20 | Rit | 29 | Rit | Rit | Rit |    | 25 | NE | 23 | NP  |    |     |    |    | 49    | 6º   |
| 2006 | Malaguti 125 | D     | Hiroaki Kuzuhara |    |    |    |     |    |     |     | 28  | 26 |    | NE |    |     |    |     |    |    | 49    | 6º   |
| 2006 | Malaguti 125 | D     | Georg Froehlich  |    |    |    |     |    |     |     |     | 32 |    | NE |    |     |    |     |    |    | 49    | 6º   |
| 2006 | Malaguti 125 | D     | Kazuya Otani     |    |    |    |     |    |     |     |     |    |    | NE |    |     |    | Rit | 28 |    | 49    | 6º   |
| 2006 | Malaguti 125 | D     | Nico Vivarelli   |    |    |    |     |    |     |     |     |    |    | NE |    |     |    |     |    | 35 | 49    | 6º   |

| Legenda | 1º posto        | 2º posto            | 3º posto            | A punti      | Senza punti        | Grassetto – Pole position Corsivo – Giro più veloce |
| Legenda | Gara non valida | Non qual./Non part. | Ritirato/Non class. | Squalificato | '-' Dato non disp. | Grassetto – Pole position Corsivo – Giro più veloce |